# IC 318
IC 318 — галактика типу Sbc (компактна витягнута спіральна галактика) у сузір'ї Ерідан.
Цей об'єкт міститься в оригінальній редакції індексного каталогу.